# 邑美郡
- 令制国一覧 > 山陰道 > 因幡国 > 邑美郡
- 日本 > 中国地方 > 鳥取県 > 邑美郡

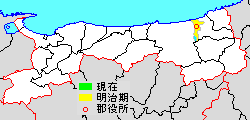
鳥取県邑美郡の位置（水色：後に他郡から編入した区域）

邑美郡（おうみぐん）は、鳥取県（因幡国）にあった郡である。

## 郡域
1879年（明治12年）に行政区画として発足した当時の郡域は、鳥取市の一部（江津・秋里および松並町の一部を除く千代川以東かつ浜坂、覚寺、円護寺、栗谷町、上町、中町、吉方町、吉方温泉、吉方、興南町、吉成、新、雲山、東大路、久末以西および南吉方の一部）にあたる。

## 歴史

### 古代
郡家は美和郷（一説に邑美郷）に置かれたとされ、因幡国の有力豪族である伊福部氏が代々郡司を務めた。また、延暦3年（784年）に成立したとされる『伊福部臣古志』によれば、同郡は因幡国最初の郡であった水依評が分割されて成立したものであるという。

#### 郷
『和名類聚抄』に記される郡内の郷。
- 美和郷
- 古市郷
- 品治（ほんじ）郷
- 鳥取郷
- 邑美郷

#### 式内社
『延喜式』神名帳に記される郡内の式内社。
| 神名帳           | 神名帳             | 神名帳 | 神名帳 | 比定社       | 比定社                        | 比定社 | 集成 |
| 社名             | 読み               | 格     | 付記   | 社名         | 所在地                        | 備考   | 集成 |
| ---------------- | ------------------ | ------ | ------ | ------------ | ----------------------------- | ------ | ---- |
| 邑美郡 1座（小） |                    |        |        |              |                               |        |      |
| 中臣崇健神社     | ナカトミタカタケノ | 小     |        | 中臣崇健神社 | 鳥取県鳥取市古郡家字西土居161 |        |      |
| 凡例を表示       |                    |        |        |              |                               |        |      |

### 中世から近世
古代から中世にかけて主だった郡域の変更は見られないが、江戸時代の正保年間以前には百谷村（ももだにむら）が法美郡に編入されたと見られる。

### 近世以降の沿革
- 明治初年時点で、概ね全域が因幡鳥取藩領であった。「旧高旧領取調帳」に記載されている村は以下の通り。●は村内に寺社領が存在。（1町34村）

越路村、古郡家村、久末村、美和村、中大路村、東大路村、雲山村、西大路村、橋本村、八坂村、小島村、国安村、向国安村、蔵田村、天王島村、●馬場村、大覚寺村、的場村、●数津村、叶村、宮長村、吉方村、富安村、●吉成村、新村、古市村、行徳村、田島村、湯所村、浜坂村、●覚寺村、円護寺村、鳥取町、小西谷村、品治村
- 明治初年 - 国安村の枝郷が分立して源太村となる。（1町35村）
- 明治4年7月14日（1871年8月29日） - 廃藩置県により鳥取県の管轄となる。
- 明治5年（1872年）3月 - 向国安村・源太村の所属郡が高草郡に、小西谷村の所属郡が法美郡にそれぞれ変更[1]。（1町32村）
- 明治9年（1876年）8月21日 - 第2次府県統合により島根県の管轄となる。
- 明治10年（1877年）
  - 3月 - 品治村が分割して西品治村・東品治村となる[1]。（1町33村）
  - 5月22日 - 天王島村が馬場村に合併[1]。（1町32村）
- 明治11年（1878年）10月2日 - 小島村が馬場村に合併[1]。（1町31村）
- 明治12年（1879年）1月12日 - 郡区町村編制法の島根県での施行により行政区画としての邑美郡が発足。「邑美法美岩井郡役所」が鳥取町に設置され、法美郡・岩井郡とともに管轄。
- 明治13年（1880年）11月12日 - 八上郡円通寺村の所属郡が本郡に変更[1]。（1町32村）
- 明治14年（1881年）9月12日 - 鳥取県の管轄となる。

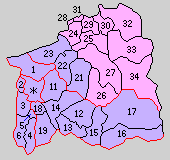
1.中ノ郷村 2.富桑村 3.美保村 4.三戸古村 5.大路村 6.倉田村（紫：鳥取市 ＊：発足時の鳥取市 11 - 19は法美郡 21 - 34は岩井郡）

- 明治22年（1889年）10月1日 - 町村制の施行により、以下の各村が発足。全域が現・鳥取市。（6村）
  - 中ノ郷村 ← 覚寺村、円護寺村、浜坂村
  - 富桑村 ← 行徳村、西品治村、田島村
  - 美保村 ← 古市村、富安村、吉成村、大覚寺村、的場村、宮長村、叶村、数津村
  - 三戸古村 ← 美和村、古郡家村、久末村、越路村
  - 大路村 ← 東大路村、中大路村、西大路村
  - 倉田村 ← 蔵田村、国安村、橋本村、八坂村、馬場村、円通寺村
  - 市制の施行により鳥取町[2]・湯所村・東品治村・吉方村・法美郡立川町一丁目・立川町二丁目・立川町三丁目・立川町四丁目・立川村の区域をもって鳥取市が発足し、郡より離脱。
  - 雲山村・新村が法美郡面影村の一部となる。
- 明治29年（1896年）4月1日 - 郡制の施行のため、「邑美法美岩井郡役所」の管轄地域をもって岩美郡が発足。同日邑美郡廃止。

## 行政
郡役所
- 島根県時代に邑美・法美・岩井郡役所が鳥取宮内町のお堀端に置かれる。その後、鳥取追廻町に移転[3]。
- 明治19年（1886年）4月1日 - 郡役所を邑美郡東町（後の鳥取市東町）に移転[4]。

島根県邑美・法美・岩井郡長
| 代         | 氏名   | 就任年月日                | 退任年月日         | 出身   | 備考         |
| ---------- | ------ | ------------------------- | ------------------ | ------ | ------------ |
| 1          | 本部泰 | 明治12年（1879年）1月10日 | 明治14年（1881年） | 鳥取県 | 鳥取県に移管 |
| 参考文献 - |        |                           |                    |        |              |

鳥取県邑美・法美・岩井郡長
| 代         | 氏名     | 就任年月日                 | 退任年月日                 | 出身   | 前任                 | 転任                   |
| ---------- | -------- | -------------------------- | -------------------------- | ------ | -------------------- | ---------------------- |
| 1          | 藤正健   | 明治14年（1881年）12月10日 | 明治17年（1884年）1月18日  | 鳥取県 | 高知県少書記官       | 死去                   |
| 2          | 岡崎平内 | 明治17年（1884年）4月8日   | 明治20年（1887年）5月3日   | 鳥取県 | 元日野郡長           | 依願免官               |
| 3          | 森田幹   | 明治20年（1887年）5月3日   | 明治22年（1889年）12月11日 | 鳥取県 | 汗入・会見郡長       | 汗入・会見郡長         |
| 4          | 梶川正温 | 明治22年（1889年）12月11日 | 明治23年（1890年）11月6日  | 鳥取県 | 河村・久米・八橋郡長 | 鳥取県参事官           |
| 5          | 佐藤啓行 | 明治23年（1890年）11月14日 | 明治29年（1896年）3月31日  | 愛知県 | 県属                 | 郡統合により、岩美郡長 |
| 参考文献 - |          |                            |                            |        |                      |                        |